# David Iacono
David Iacono, född 20 juni 2002 i Brooklyn i New York, är en amerikansk skådespelare. Han har bland annat synts till i Amazon Prime-serien Sommaren jag blev vacker och Netflixserien Dead Boy Detectives. Han är av italiensk och puertoricansk härkomst.

## Filmografi (i urval)

### Filmer
| År   | Titel                   | Roll          | Noter          |
| ---- | ----------------------- | ------------- | -------------- |
| 2014 | St. Vincent             | Jeremiah      | [ 3 ]          |
| 2019 | Joker                   | Flirtande man |                |
| 2025 | Fear Street: Prom Queen | Tyler         | Postproduktion |
| 2025 | Jurassic World Rebirth  | Xawier Dobbs  | Postproduktion |

### TV-serier
| År         | Titel                     | Roll          | Noter                                     |
| ---------- | ------------------------- | ------------- | ----------------------------------------- |
| 2015       | The Slap                  | Bryce         | Avsnittet "Harry"                         |
| 2015       | The Daily Show            | Tonårssångare | Avsnittet "George Stephanopoulos"         |
| 2015       | Show Me a Hero            | Äldre Roberto | 3 avsnitt                                 |
| 2017       | The Blacklist: Redemption | Gatubarn      | Avsnittet "Hostages"                      |
| 2017       | NCIS: New Orleans         | Joey Shelton  | Avsnittet "Hard Knock Life"               |
| 2018       | New Amsterdam             | Jalen Pagan   | Avsnittet "Cavitation"                    |
| 2020       | The Good Doctor           | Ryan          | Avsnittet "Mutations"                     |
| 2020       | Social Distance           | Jake Miller   | Avsnittet "everything is v depressing rn" |
| 2020       | Grand Army                | Bo Orlov      | 6 avsnitt                                 |
| 2020       | Blue Bloods               | Andy Diaz     | Avsnittet "Atonement"                     |
| 2020–2022  | The Flight Attendant      | Eli Briscoe   | 8 avsnitt                                 |
| 2021–2022  | City on a Hill            | Faust Aquino  | 3 avsnitt                                 |
| 2021, 2024 | Hightown                  | Ralphie       | 3 avsnitt                                 |
| 2022–2023  | Sommaren jag blev vacker  | Cam Cameron   | 8 avsnitt                                 |
| 2024       | Dead Boy Detectives       | Demonen David | 6 avsnitt                                 |